# كاسيو أليساندرو دي سوزا
كاسيو أليساندرو دي سوزا (بالبرتغالية: Cássio Alessandro de Souza‏) هو لاعب كرة قدم برازيلي في مركزي الدفاع وقلب الدفاع، ولد في 8 يوليو 1986 في بورتو أليغري في البرازيل. لعب مع جمعية أرابيراكا الرياضية وغريميو بورتو أليغرينزي ونادي أفاي لكرة القدم ونادي جوفنتودي ونادي غواراني ونادي فلومينينسي ونادي فورتاليزا.

## وصلات خارجية
- كاسيو أليساندرو دي سوزا على موقع قاعدة بيانات كرة القدم.إي يو (الإنجليزية)
- كاسيو أليساندرو دي سوزا على موقع Soccerway.com (الإنجليزية)